# Azerbejdžanska kuhinja
Azerbejdžanska kuhinja je kulinarska tradicija u Azerbejdžanu i među azerbejdžanskim iseljeništvom.
Od jedanaest klimatskih zona na svijetu, Azerbejdžan ima devet. To doprinosi plodnosti tla, tako da postoji mnogo vrsta povrća koje se koristi prema godišnjim dobima i jelima. Klima pomaže raznolikosti hrane. Sveže bilje i začini kao što su: menta, korijandar, kopar, bosiljak, peršun vrlo su popularni i često se stavljaju u glavna jela. Kaspijsko jezero ima mnoge jestive vrste riba, uključujući jesetre, kaspijski losos, kutum, sardine, ciple i druge. Crni kavijar iz Kaspijskog jezera jedan je od najpoznatijih azerbejdžanskih delikatesa, koji su traženi u mnogim delovima sveta.
Glavna jela azerbejdžanske kuhinje su preko 30 vrsta supa, uključujući one pripremljene od jogurta. Jedno od najpoznatijih jela je plov. Plov (vrsta pilava) je riža sa šafranom, poslužena s različitim biljem. Azerbejdžanska kuhinja ima više od 40 različitih recepata plova. Druga jela uključuju mnoge vrste kebaba i šašlika (ražnjića), uključujući janjetinu, govedinu, piletinu i ribe. Jesetre su vrlo česte u Azerbejdžanu i obično se pripremaju na roštilju s umakom od krompira zvanim naršarab. Sušeno voće i orasi koriste se u mnogim jelima. Tradicionalni začin su: so, crni biber, ruj i posebno šafran. Velik deo šafrana dolazi s poluostrva Abšeron.
Crni čaj je nacionalno piće i pije se nakon jela sam ili sa sušenim voćem. Još jedno popularno piće je šerbet, slatko hladno piće od voćnog soka pomešano ili kuvano sa šećerom, često zamirisano ružinom vodom. Azerbejdžanski šerbet nije isto što i hladni desert šerbet (sorbet).

## Galerija
- Dolme, patlidžani i paprike punjene mlevenim mesom.
- Vrsta sarme.
- Jela s roštilja.
- Supa haš.